# Hong Kong aux Jeux olympiques d'hiver de 2018
Hong Kong participe aux Jeux olympiques d'hiver de 2018 à Pyeongchang en Corée du Sud du 9 au 25 février 2018. Il s'agit de sa cinquième participation à des Jeux d'hiver mais c'est la première fois qu'un skieur représente la délégation et non un patineur de vitesse.

## Participation

### Ski alpin
La seule athlète à prendre part à la compétition est la skieuse alpin Arabella Ng.
| Athlète     | Épreuve      | Manche 1 | Manche 1 | Manche 2 | Manche 2 | Total | Total |
| Athlète     | Épreuve      | Temps    | Rang     | Temps    | Rang     | Temps | Rang  |
| ----------- | ------------ | -------- | -------- | -------- | -------- | ----- | ----- |
| Arabella Ng | Slalom       |          |          |          |          |       |       |
| Arabella Ng | Slalom géant |          |          |          |          |       |       |